# Beef

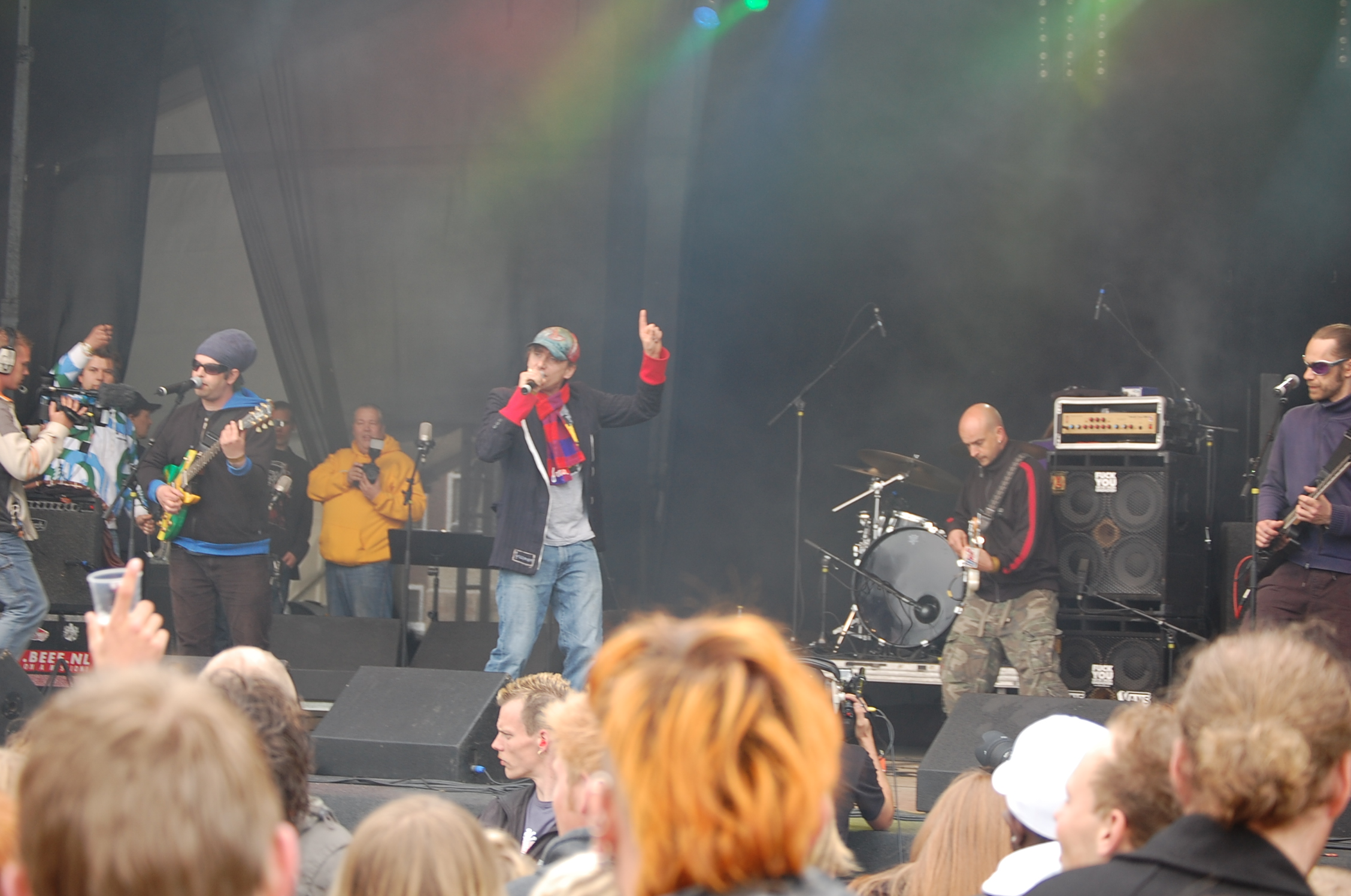
Beef in 2009

Beef is een Nederlandse band, opgericht door Pieter Both (zang), Hans Deijnen (drums) en Koen Lommerse (bas). Hiernaast maken steeds wisselende muzikanten deel uit van de groep.

## Biografie
Beef werd begin 1999 opgericht. Eerst kregen ze een eigen radioshow op de korte golf, The Chop Shop. Deze kreeg in 2000 een vervolg in liveoptredens. De groep werd hiertoe uitgebreid met de gitaristen Twan van Gerven en Bram Wouters en met Bas van den Biggelaar op keyboards. Hun muziek werd een mix van verschillende Jamaicaanse stijlen, zoals ska, reggae en rocksteady met daarbij veel rockinvloeden. In datzelfde jaar traden ze op op Lowlands en werd hun album Flexodus uitgebracht. Ze traden op in kleine clubs en op kleine en grote festivals, zoals Sneekwave 2002 in Sneek en Noorderslag in Groningen en bouwden daarbij een grote live-reputatie op en kregen veel fans.
In het najaar van 2001 kwam hun volgende album uit, kortweg Beef! genaamd, dat in Londen werd opgenomen met producer Bitty McLean (bekend van onder andere UB 40 en Sly & Robbie). Op dit album staat een gastoptreden van de blazers van de Jamaicaanse groep The Matic Horns. De nummers Late night sessions, Memory fastforward en Alice (I want you just for me) werden uitgebracht als singles. Vanaf dit album beperkte de band zich tot de Jamaicaanse stijlen en kwamen de rockinvloeden meer op de achtergrond.
In de zomer van 2004 werd het nieuwe album Last Rudy Standing opgenomen met behulp van producer Michel Schoots, bekend als drummer bij Urban Dance Squad. Het album werd eind februari 2005 uitgebracht. Op 11 oktober 2006 werd via de website van Beef bekendgemaakt dat Hans "One Drop" Deijnen uit de band gestapt was, en ging werken bij Dragon Tattoo Eindhoven, de tattooshop van Greg Orie. De (tijdelijke) vervanger was Jonas Filtenborg.
Begin april 2008 kwam The Original uit, in 2009 gevolgd door het verzamelalbum Favorites, die een pauze van Beef aankondigde. Tijdens de pauze gingen Lommerse en Both weer op tournee met Gotcha!, waar beiden eerder al in speelden.
Beef-gitarist Bram Wouters overleed op 26 juni 2022 op 53-jarige leeftijd. Hij was al geruime tijd ziek. 

## Trivia
- Beef ontving op 23 februari 2003 een Zilveren Harp.
- In november 2003 toerde Beef door Zuid-Afrika, met als hoogtepunt een optreden op het Oppikoppi-festival.
- Beef toerde in 2005 nog een keer door Burkina Faso, West-Afrika. Ook stond de band in 2005 op Pinkpop.

## Discografie

### Albums
| Album met eventuele hitnotering(en) in de Nederlandse Album Top 100 | Datum van verschijnen | Datum van binnenkomst | Hoogste positie | Aantal weken | Opmerkingen |
| ------------------------------------------------------------------- | --------------------- | --------------------- | --------------- | ------------ | ----------- |
| Babylon by Beef!                                                    | 03-03-1999            | -                     |                 |              |             |
| Flexodus                                                            | 01-01-2000            | -                     |                 |              |             |
| Beef!                                                               | 01-06-2002            | 13-07-2002            | 32              | 21           |             |
| Last Rudy standing                                                  | 28-02-2005            | 26-03-2005            | 22              | 14           |             |
| Last Rudies live - The singles                                      | 20-02-2007            | -                     |                 |              |             |
| The Original                                                        | 07-04-2008            | 12-04-2008            | 24              | 8            |             |
| Favorites                                                           | 20-04-2009            | -                     |                 |              |             |

### Singles
| Single met eventuele hitnotering(en) in de Nederlandse Top 40 | Datum van verschijnen | Datum van binnenkomst | Hoogste positie | Aantal weken | Opmerkingen |
| ------------------------------------------------------------- | --------------------- | --------------------- | --------------- | ------------ | ----------- |
| Rich man                                                      | 2000                  | -                     |                 |              |             |
| Fifty fifty                                                   | 2000                  | -                     |                 |              |             |
| Beef are gonna wreck it                                       | 2001                  | -                     |                 |              |             |
| Late night sessions                                           | 01-05-2002            | 13-07-2002            | tip22           | -            |             |
| Memory fast forward (Rewind!)                                 | 10-2002               | -                     |                 |              |             |
| Alice (I want you just for me)                                | 2003                  | 21-06-2003            | 35              | 2            |             |
| Cashin' the money                                             | 03-2005               | -                     |                 |              |             |
| I would stay                                                  | 2007                  | -                     |                 |              |             |